# 165 Loreley
Loreley (asteroide 165) é um asteroide da cintura principal com um diâmetro de 154,78 quilómetros, a 2,8668784 UA. Possui uma excentricidade de 0,0828714 e um período orbital de 2 018,67 dias (5,53 anos).
Loreley tem uma velocidade orbital média de 16,8462494 km/s e uma inclinação de 11,23834º.
Este asteroide foi descoberto em 9 de Agosto de 1876 por Christian Peters.